# Erythroxylum ligustrinum
Erythroxylum ligustrinum é uma espécie de planta da família Erythroxylaceae e do gênero Erythroxylum, encontrado na região amazônica.  

## Taxonomia
O táxon foi descrito oficialmente em 1824 pelo botânico suíço Augustin Pyrame de Candolle. 
Em 1986, Timothy Plowman dividiu o táxon em duas subespéciesː Erythroxylum ligustrinum var. ligustrinum, da Guiana Francesa e Erythroxylum ligustrinum var. carajaense, da Serra dos Carajás, no Pará.